# Генічеський морський торговельний порт
Генічеський морський порт — муніципальний морський торговельний порт, нині портовий пункт  Бердянського морського порту, на березі  Генічеської протоки, що з'єднує Утлюкський лиман і затоку Сиваш Азовського моря, в місті Генічеськ (Херсонська область). Управляється Адміністрацією Бердянського морського торгового порту — філія підприємства Адміністрація морських портів України під керівництвом  Міністерства інфраструктури України.

## Історія
В 1898 році у була завершена перша черга будівництва порту. Вантажообіг становив 12 млн. пудів (192 тис.тонн). Після 1908 року, коли були проведені роботи другої черги, — 25 млн. пудів (400 тис.тонн). Експортувалися зерно, борошно, шерсть, а у каботажі перевозили сіль, вугілля, дрова та інші товари. На навантаженні щодня було зайнято до 800 осіб. Після революції порт був відновлений тільки до 1930 року, але вантажообіг не досяг колишніх розмірів і становив 100 тис.тонн. Припинилися міжнародні перевезення.
Після Великої Вітчизняної війни порт був відновлений. Вантажообіг становив 100—150 тис.тонн, в 1980-ті роки — 200—250 тис.тонн.
До 8 червня 2001 року Генічеський порт був портопунктом Скадовського морського порту, потім став портопунктом Бердянського морського порту.

## Опис
На 1994 рік вантажообіг порту становив 100—150 тис.тонн. Порт має два причали по обидва береги Генічеського протоки довжиною 200 і 164 м. Було встановлено 5 портальних кранів підйомністю від 5 до 20 тонн, також залізничні ваги 150 тонн, автоваги 30 тонн. Від залізничної лінії Новоолексіївка-Генічеськ до порту підходила гілка залізниці.

### Флот
На початок 1990-х:
1. 2 самохідних рейдових плашкоути (г / п по 150 тонн)
2. Буксир (225 к.с.)
3. Плавкран «Блейхерт» (г / п 15 тонн)

### Діяльність
1. Транспортна обробка вантажів — на 28.10.2008 вказана єдиною діяльністю порту
2. Розвантажувально-навантажувальні роботи
3. Навантаження на судна вантажів (глина, вугілля, пісок, каолін, сірка)
4. Видобуток морського піску
5. Морські буксирні послуги